# 48 Геркулеса
48 Геркулеса (лат. 48 Herculis), HD 151937 — одиночная звезда в созвездии Геркулеса на расстоянии приблизительно 968 световых лет (около 297 парсек) от Солнца. Видимая звёздная величина звезды — +6,597m.

## Характеристики
48 Геркулеса — оранжевый гигант спектрального класса K1II-III, или K1, или K2. Масса — около 3,502 солнечных, радиус — около 32,483 солнечных, светимость — около 282,219 солнечных. Эффективная температура — около 4531 K.

## Планетная система
В 2019 году учёными, анализирующими данные проектов HIPPARCOS и Gaia, у звезды обнаружена планета.